# Heřmanoměstecko
Heřmanoměstecko je dobrovolný svazek obcí v okresu Chrudim a okresu Pardubice, jeho sídlem je Heřmanův Městec a jeho cílem je všeobecná ochrana životního prostředí v zájmovém území, společný postup při dosahování ekologické stability zájmového území, koordinace významných investičních akcí v zájmovém území, koordinace obecních územních plánů a územní plánování v regionálním měřítku, podpora vzniku podmínek pro vytváření pracovních příležitostí, zastupování členů svazku při jednání o společných věcech s třetími osobami (orgány státní správy aj.), propagace svazku a jeho zájmového území a další aktivity. Sdružuje celkem 11 obcí a byl založen v roce 2001.

## Obce sdružené v mikroregionu
- Heřmanův Městec
- Hošťalovice
- Jezbořice
- Klešice
- Kostelec u Heřmanova Městce
- Načešice
- Rozhovice
- Svinčany
- Úherčice
- Vápenný Podol
- Vyžice